# Pseudobombax campestre
Pseudobombax campestre är en malvaväxtart som först beskrevs av Carl Friedrich Philipp von Martius och Zucc., och fick sitt nu gällande namn av André Georges Marie Walter Albert Robyns. Pseudobombax campestre ingår i släktet Pseudobombax och familjen malvaväxter. Inga underarter finns listade i Catalogue of Life.